# Kolorowy Meczet (Tetowo)
Kolorowy Meczet (maced. Шарена Џамија, alb. Xhamia e Pashës, tur. Alaca Cami) – meczet znajdujący się w Tetowie, w Macedonii Północnej, na prawym brzegu rzeki Peny.
Meczet został zbudowany w 1438, według projektu Isaka Beja. Budowa została sfinansowana przez osoby prywatne z Tetowa. W pobliżu meczetu powstał hammam. W 1833 remontu meczetu dokonał Abdurrahman Pasza. W 1991 wspólnota muzułmańska w Tetowie zbudowała ściany, które dziś otaczają meczet. Po 2010 rozpoczęto renowację budynku.
Meczet ma wysokość 10 metrów, powstał na planie kwadratu, z minaretem. Zewnętrzne ściany meczetu pokrywają przypominające karty do gry malowidła o motywach florystycznych, od których pochodzi jego nazwa. Wewnętrzne ściany meczetu są zdobione motywami geometrycznymi i florystycznymi. Na dziedzińcu meczetu znajduje się fontanna i ośmioboczna türbe (mauzoleum), w którym spoczywają siostry-fundatorki meczetu - Hurshida i Mensure.